# Barbara Lory
Barbara Lory, pseudonimo di Barbara Vittoria Calori (Pieve Emanuele, 1º marzo 1946), è una cantante e attrice italiana.
Alcuni suoi 45 giri sono stati pubblicati con lo pseudonimo Barbara o come Barbara dei Funamboli.

## Biografia
Inizia la carriera giovanissima, partecipando a vari concorsi musicali nella sua regione, dove si mette in luce grazie alla sua voce potente, fino ad ottenere il primo contratto discografico con la Ariston Records, casa discografica appena nata, per la quale pubblica i primi 45 giri (tra cui È quasi l'alba, scritta da Giorgio Calabrese), i quali passano inosservati. Nel 1965 passa alla Saint Martin Record, incidendo una canzone scritta da Enzo Amadori, Se crederai; nello stesso anno vince il primo Festival della Lombardia con Sei tu Milano, canzone scritta dal maestro Cosimo Di Ceglie per la musica e da Danpa per il testo. Partecipa al Cantagiro 1966 con Male di luna, una delle prime canzoni scritte da Paolo Limiti (in questo caso insieme a Luciano Beretta).
Nel 1967 incide Ad occhi chiusi: la b-side In questo mondo viene anche inserita in un'antologia di gruppi e cantanti beat intitolata Holidays in Italy insieme a Male di luna. Dello stesso anno è Farò come te, scritta da Alberto Testa per le parole e da Arrigo Amadesi per la musica. La canzone è stata proposta al Festival di Zurigo. Nel 1969 pubblica, Dopo la pioggia (con il quale partecipa alla Mostra Internazionale di Musica Leggera di Venezia) e il suo ultimo album: nello stesso anno partecipa ad alcune gare all'Autodromo di Monza. Nel 1971 partecipa con I Funamboli alla XIX edizione del Festival di Napoli con Divertimento, incluso poi in un 45 giri. L'anno successivo si ritira dal mondo della musica e si dedica al cinema, recitando in alcune pellicole con il suo vero nome.

## Discografia parziale

### 33 giri
- 1968: Dopo la pioggia (Saint Martin Record)

### 45 giri
- 1965: Se crederai/Non l'hai detto mai (Saint Martin Record, CAT 1001)
- 1965: Sei tu Milano/Io non so (Saint Martin Record, CAT 1002)
- 1966: Buona sera/Se crederaì (Saint Martin Record, CAT 1006)
- 1966: Male di luna/Io sono così (Saint Martin Record, CAT 1007)
- 23 marzo 1967: Ad occhi chiusi/In questo mondo (Saint Martin Record, CAT 1015)
- 8 luglio 1967: La stagione dell'amore/Farò come te (Saint Martin Record, CAT 1023)
- 1968: Triste amore/Il mio amore è come il vento (Saint Martin Record, CAT 1030; pubblicato come Barbara)
- 2 dicembre 1968: Triste amore/È l'alba (Saint Martin Record, CAT 1031; pubblicato come Barbara)
- 2 settembre 1969: Dopo la pioggia/Vai con lei (Saint Martin Record, CAT 1042; pubblicato come Barbara)
- 24 giugno 1970: Che pazzo sei/Una rondine ritorna (Saint Martin Record, CAT 450; pubblicato come Barbara dei Funamboli)
- 1971: Divertimento/Si tu ll'ammore (Saint Martin Record, CAT 459; pubblicato insieme ai Funamboli come Barbara & i Funamboli)
- 1971: Cosa conti tu/Il viaggio (Saint Martin Record, CAT 460; pubblicato insieme ai Funamboli come Barbara & i Funamboli)
- Marzo 1972: Resta come sei/Tic Tac Tic Toc (Saint Martin Record; pubblicato insieme ai Funamboli come Barbara & i Funamboli)

### 33 giri pubblicati all'estero
- 1969: Dopo la pioggia (Select S 398.166; pubblicato in Canada)

### 45 giri pubblicati all'estero
- 1969: Triste amore/È l'alba (Select SS-7135; pubblicato in Canada)

### Compilation
- 1971: Papillon 71 (Saint Martin Record, SMR 2013; contiene il brano Dopo la pioggia)
- Anno non riportato - Holidays in Italy (contiene Male di luna e In questo mondo)

## Filmografia
- Due marines e un generale, regia di Luigi Scattini (1965)
- Il bacio, regia di Mario Lanfranchi (1974)
- La padrona è servita, regia di Mario Lanfranchi (1976)
- Genova a mano armata, regia di Mario Lanfranchi (1977)
- La vigna di uve nere, regia di Sandro Bolchi (1984) - miniserie TV